# ⱱ
Cette page contient des caractères spéciaux ou non latins. S’ils s’affichent mal (▯, ?, etc.), consultez la page d’aide Unicode.
Ne doit pas être confondu avec Ʋ ʋ.
Pour les articles homonymes, voir V crosse.
Le ⱱ, appelé v crosse ou v crochet droit, est un symbole utilisé dans l’alphabet phonétique international pour représenter la consonne battue labio-dentale voisée.

## Histoire
Un v crochet droit est utilisé par Valentin Vydrin, dans une description du loma publiée en 1987, pour représenter une consonne labio-dentale instantanée ; une des trois consonnes décrites comme « instantanées » au lieu de « implosives » : ‹ ɓ, ⱱ, ɗ ›.
Le v crochet droit est utilisé comme symbole pour une consonne battue labio-dentale par Demolin en 1988 comme alternative au symbole API v brève ‹ v̆ › ou au symbole non standard v bouclé ‹ ⱴ › déjà utilisé dans plusieurs publications à l’époque. Il est dérivé des symboles de la consonne fricative labio-dentale voisée ‹ v › de la consonne battue alvéolaire voisée ‹ ɾ ›. En 1999, Olson et Hajek proposent le v bouclé ‹ ⱴ › ou le v crochet droit ‹ ⱱ › comme symbole officiel de l’API.
Le v crochet droit est adopté comme symbole de l’API en 2005.

## Représentations informatiques
Le v crosse peut être représenté avec les caractères Unicode (Latin étendu C) suivant :
| formes    | représentations | chaînes de caractères | points de code | descriptions                     |
| --------- | --------------- | --------------------- | -------------- | -------------------------------- |
| minuscule | ⱱ               | ⱱ                     | U+2C71         | lettre minuscule latine v crosse |